# Dichrooscytus ochreus
Dichrooscytus ochreus är en insektsart som beskrevs av Kelton 1972. Dichrooscytus ochreus ingår i släktet Dichrooscytus och familjen ängsskinnbaggar. Inga underarter finns listade i Catalogue of Life.